# Johann Freihsler

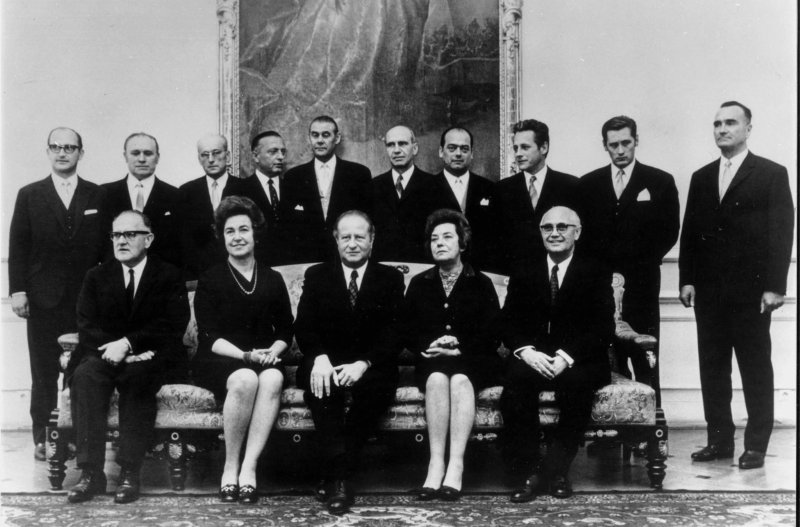
Johann Freihsler (stehend, zweiter von links) im Kabinett Kreisky I (1970)

Johann Freihsler (* 4. Dezember 1917 in Wien; † 17. Februar 1981 ebenda) war ein Berufsoffizier des österreichischen Bundesheeres mit dem letzten Dienstgrad General und Bundesminister für Landesverteidigung.

## Leben
Nach mit Auszeichnung bestandener Matura an der Lehrerbildungsanstalt Wien III. rückte er im September 1936 als Einjährig-Freiwilliger zum Wiener Infanterieregiment Nr. 3 des Bundesheeres der ersten Republik ein. 1937 begann er die Offiziersausbildung an der Theresianischen Militärakademie.
Nach dem Anschluss Österreichs im März 1938 wurde er in die Wehrmacht übernommen, und im September dieses Jahres als Oberfähnrich zum Infanterie-Regiment 16 der 22. Infanterie-Division nach Oldenburg versetzt. Zum Leutnant befördert, nahm er mit diesem Regiment im September 1939 am Überfall auf Polen teil. 1940 nach Rumänien verlegt, nahm sein Verband am Feldzug gegen die Sowjetunion ab 22. Juni 1941 im Südabschnitt teil. Als Kompaniechef wurde er im August 1941 verwundet und anschließend als Ordonnanzoffizier beim XXX. Armeekorps verwendet. In gleicher Funktion war er von Mai 1942 bis Oktober 1943 beim Armeeoberkommando 11 und von November 1943 bis Februar 1944 bei den Heeresgruppen Süd und Don eingeteilt. Im Mai 1943 wurde er Hauptmann. Von März 1944 bis April 1945 absolvierte er die Generalstabsausbildung.
Nach Kriegsende gelang ihm in langen Fußmärschen die Heimkehr nach Wien. Er fand im Innenministerium Beschäftigung in der Abteilung 12 K, die sich mit der Betreuung der Kriegsgefangenen und Heimkehrer befasste. Mitte 1955 wurde er in das Amt für Landesverteidigung überstellt und zur Mitarbeit bei der Aufstellung des Bundesheeres eingesetzt. Ab 1. Jänner 1956 wurde er Major dhmD (Generalstabsdienst). Von 1958 bis 1961 hatte er als Leiter der Organisationsabteilung im Bundesministerium für Landesverteidigung wesentlichen Anteil am Heeresaufbau. Nach den unter Bundesminister Karl Schleinzer vorgenommenen Umstellungen im Ressort musste er diesen Posten verlassen und wurde Leiter der Stabsabteilung des nunmehr in seinen Kompetenzen eingeschränkten Generaltruppeninspektors, General Erwin Fussenegger. Diesen Posten hatte er vom 1. August 1961 bis 19. Jänner 1966 inne und konnte sich in dieser Zeit die Anerkennung und das Vertrauen des Generals erwerben. Zu seinen wesentlichen Leistungen in dieser Zeit zählt die Vorbereitung der ersten Großmanöver des Bundesheeres im Herbst 1965 und die Organisation mehrerer großer Paraden auf der Wiener Ringstraße. Er leitete auch den Katastropheneinsatz bei den großen Überschwemmungen des Sommers 1965 in Kärnten. Am 1. Jänner 1966 wurde er Brigadier. Zu diesem Zeitpunkt wurde er von Bundesminister Georg Prader auch mit der Leitung der Gruppe Operation betraut. In dieser Funktion organisierte er den Einsatz des Bundesheeres während der 1968 durch den Einmarsch der Warschauer Paktes in der Tschechoslowakei entstandenen Krise.
Am 21. April 1970 wurde Freihsler, der politisch der SPÖ nahestand, als Bundesminister für Landesverteidigung in das erste Kabinett von Kanzler Bruno Kreisky berufen. Er war der erste sozialdemokratische Verteidigungsminister der zweiten Republik. In seine Ministerschaft fiel die Umsetzung der Bundesheerreform, nach der der Wehrdienst von neun auf sechs Monate verkürzt wurde.
Am 3. Februar 1971 legte Freihsler aus Gesundheitsgründen sein Ministeramt zurück und ging kurz darauf in Pension, nachdem er noch am 1. Jänner 1971 zum General der Infanterie befördert worden war.
Johann Freihsler starb am 17. Februar 1981.